# بخش کاپیتال (لا ریوخا)
بخش کاپیتال (به اسپانیایی: Departamento Capital) یک منطقهٔ مسکونی در آرژانتین است که در استان لا ریوخا، آرژانتین واقع شده‌است.